# Jordan Ikoko
Jordan Ikoko (ur. 3 lutego 1994 w Montereau) – piłkarz z Demokratycznej Republiki Konga występujący na pozycji prawego obrońcy. Od 2019 roku jest piłkarzem klubu Łudogorec Razgrad.

## Kariera piłkarska
Swoją karierę piłkarską Ikoko rozpoczął w klubie Paris Saint-Germain. W 2010 roku trafił do rezerw tego klubu i grał w nich do 2013 roku. Wtedy też odszedł do drugoligowego US Créteil-Lusitanos. W nim zadebiutował 16 sierpnia 2013 w przegranym 0:3 wyjazdowym meczu z SM Caen. W US Créteil-Lusitanos grał przez rok.
Latem 2014 roku Ikoko został zawodnikiem Le Havre AC. W klubie z Hawru swój debiut zaliczył 22 sierpnia 2014 w zwycięskim 4:0 wyjazdowym meczu z Valenciennes FC. W Le Havre grał w sezonie 2014/2015.
W 2015 roku Ikoko przeszedł do RC Lens. Zadebiutował w nim 1 sierpnia 2015 w zremisowanym 0:0 wyjazdowym meczu z FC Metz. W Lens spędził rok.
Latem 2016 roku Ikoko odszedł z Lens do En Avant Guingamp. 29 października 2016 zadebiutował w nim w Ligue 1 w wygranym 1:0 domowym meczu z Angers SCO.
16 czerwca 2019 roku został zawodnikiem Łudogorca Razgrad. Media mówiły o kwocie 1 miliona Euro za transfer.
| Sezon   | Klub                  | Kraj     | Rozgrywki | Mecze | Gole |
| ------- | --------------------- | -------- | --------- | ----- | ---- |
| 2010/11 | Paris Saint-Germain B | Francja  | CFA       | 5     | 0    |
| 2011/12 | Paris Saint-Germain B | Francja  | CFA       | 19    | 1    |
| 2012/13 | Paris Saint-Germain B | Francja  | CFA       | 19    | 0    |
| 2013/14 | US Créteil-Lusitanos  | Francja  | Ligue 2   | 26    | 0    |
| 2014/15 | Le Havre AC           | Francja  | Ligue 2   | 20    | 0    |
| 2015/16 | RC Lens               | Francja  | Ligue 2   | 33    | 0    |
| 2016/17 | En Avant Guingamp     | Francja  | Ligue 1   | 27    | 0    |
| 2017/18 | En Avant Guingamp     | Francja  | Ligue 1   | 28    | 0    |
| 2018/19 | En Avant Guingamp     | Francja  | Ligue 1   | 20    | 0    |
| 2019/20 | Łudogorec Razgrad     | Bułgaria | Pyrwa PFL | 18    | 1    |

## Kariera reprezentacyjna
Ikoko grał w młodzieżowych reprezentacjach Francji na różnych szczeblach wiekowych. W 2011 roku wystąpił z reprezentacją Francji U-17 na Mistrzostwach Europy U-17 i Mistrzostwach Świata U-17. Na tych drugich dotarł z Francją do ćwierćfinału. Z kolei w 2013 roku zagrał z reprezentacją U-19 na Mistrzostwach Europy U-19 i wywalczył wicemistrzostwo Europy.
W 2017 roku został powołany do reprezentacji Demokratycznej Republiki Konga na Puchar Narodów Afryki 2017.